# Piros kosárgomba
A piros kosárgomba (Clathrus ruber) a szömörcsögfélék családjába tartozó, Európában őshonos, korhadó növényi maradványokon élő, jellegzetes külsejű, nem ehető gombafaj. 

## Megjelenése
A piros kosárgomba termőteste eleinte egy félig földben rejtőző 3-5 cm átmérőjű, fehér vagy kissé barnás, kerekded vagy tojásdad ún. "boszorkánytojás". Kettévágva egy kb. 3 mm vastag, barnás kocsonyás réteg alatt látható a narancsszínű vagy narancsvörös leendő termőtest. A kifejlett termőtest 5-18 cm magas és 4-10 cm széles, egymással rácsos labdaszerű szerkezetet alkotva összenőtt karokból áll. Idősebben a karok alja megnyúlik, szinte tartórudaknak tűnnek. Töve fehér gyökérszerű rizomorfokhoz kapcsolódik.   
A karok max. 1 cm vastagok, puhák, szivacsosak, belül üregesek. oldalsó és belső oldalainak felszíne durvább, szemcsésebb. Színük vörös, narancsvörös, idővel rózsaszínes-narancsosra fakul. A karok belső oldala barna, nyálkás, igen kellemetlen, romlott húsra emlékeztető szagú spóratömeget termel. 
A boszorkánytojás maradványaiból a tönköt körülvevő fehéres-halványbarnás bocskor alakul ki. 
Spórája hengeres, sima, mérete 4–6 x 1,5–2 µm.

### Hasonló fajok
Európában más fajjal nem téveszthető össze, a trópusokon élnek hasonló rokonai, illetve a mediterrán térségben előfordul a kissé hasonló Colus hirudinosus. 

## Elterjedése és termőhelye
Dél- és Közép-Európában őshonos, de exportált faanyaggal elkerült Észak-és Dél-Amerikába, Kelet-Ázsiába és Ausztráliába is.  
Füves területeken, kertekben, parkokban fordul elő, ahol bomló növényi anyagokon (többek között mulcson) él. A termőtest igen gyorsan kifejlődik, a boszorkánytojásból néhány óra alatt kinőhet az érett termőtest, amely akár egy nap múlva már szétesik. Spóráját nem a szél terjeszti, hanem nyálkás spóratömege dögszagával legyeket vonz magához, és azok lábára tapad rá. Nyáron és ősszel terem. 

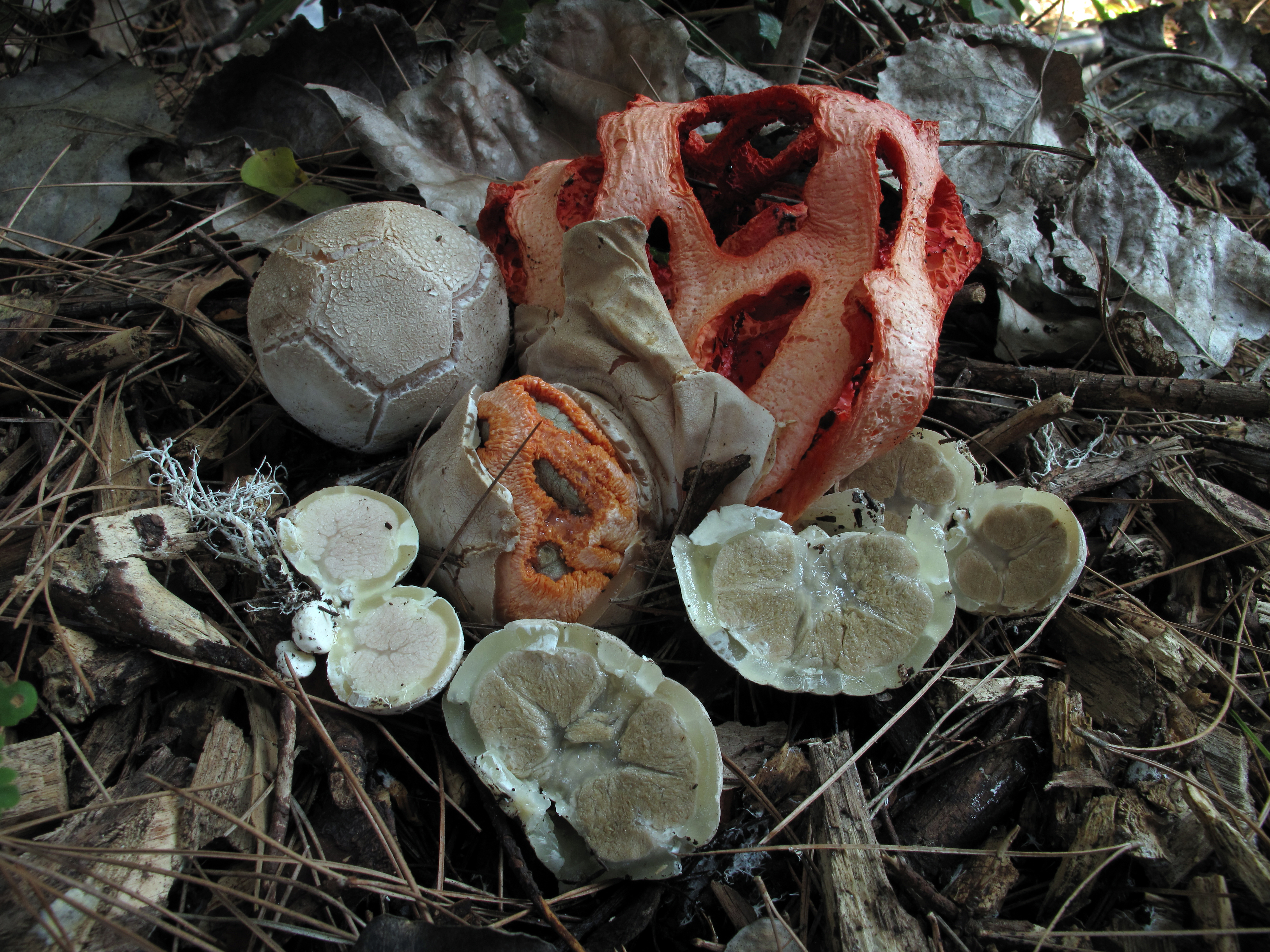
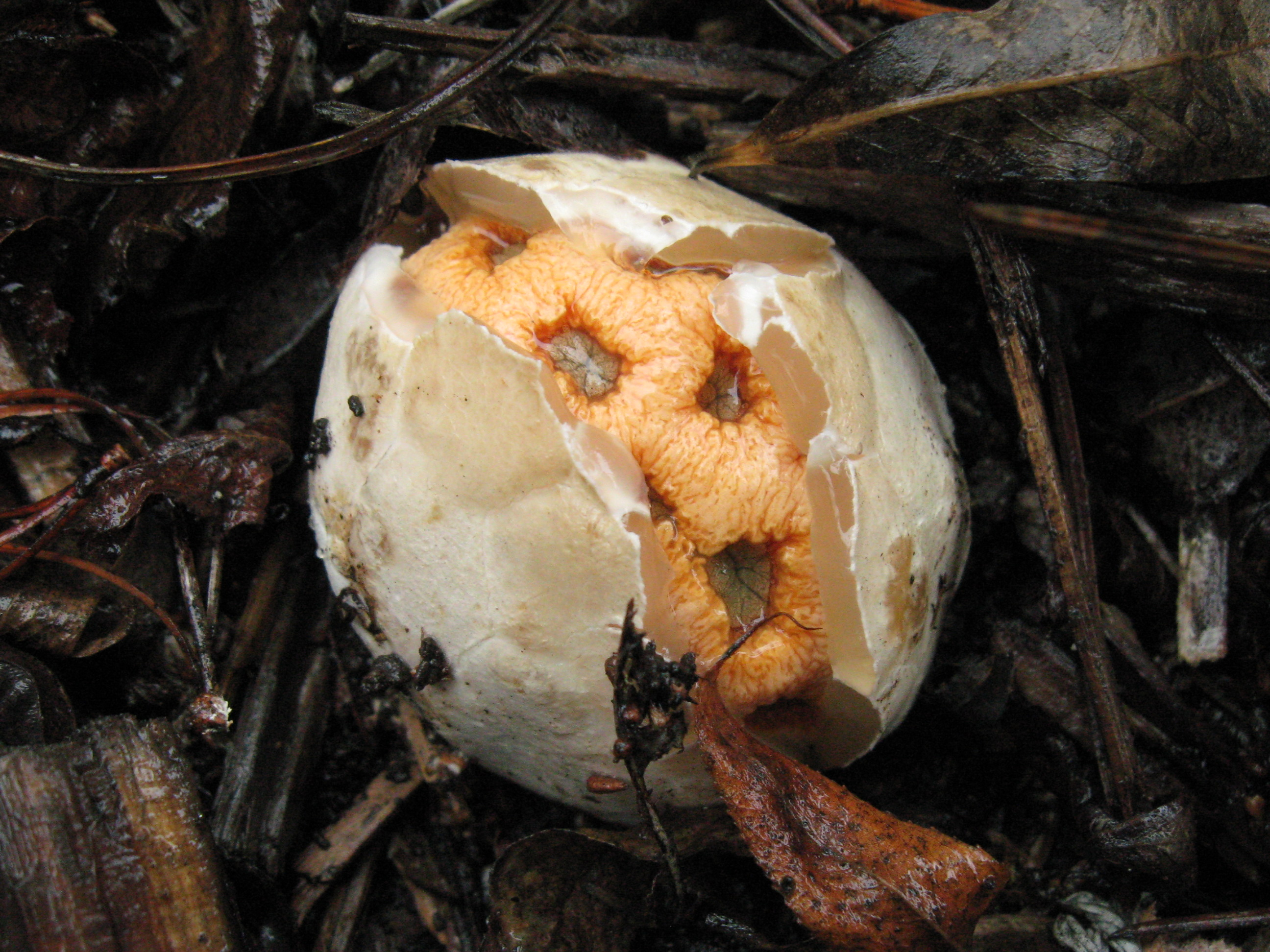
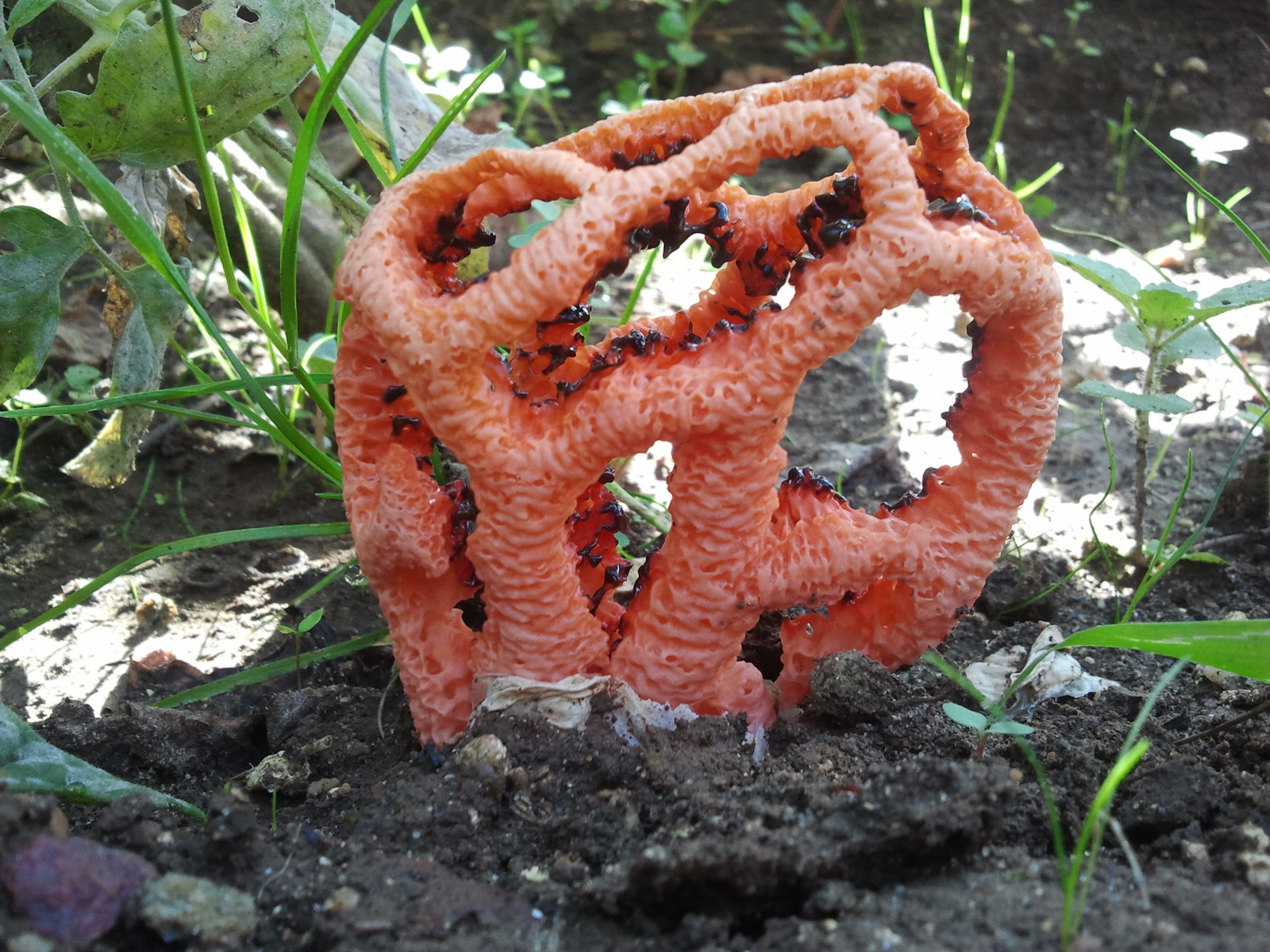
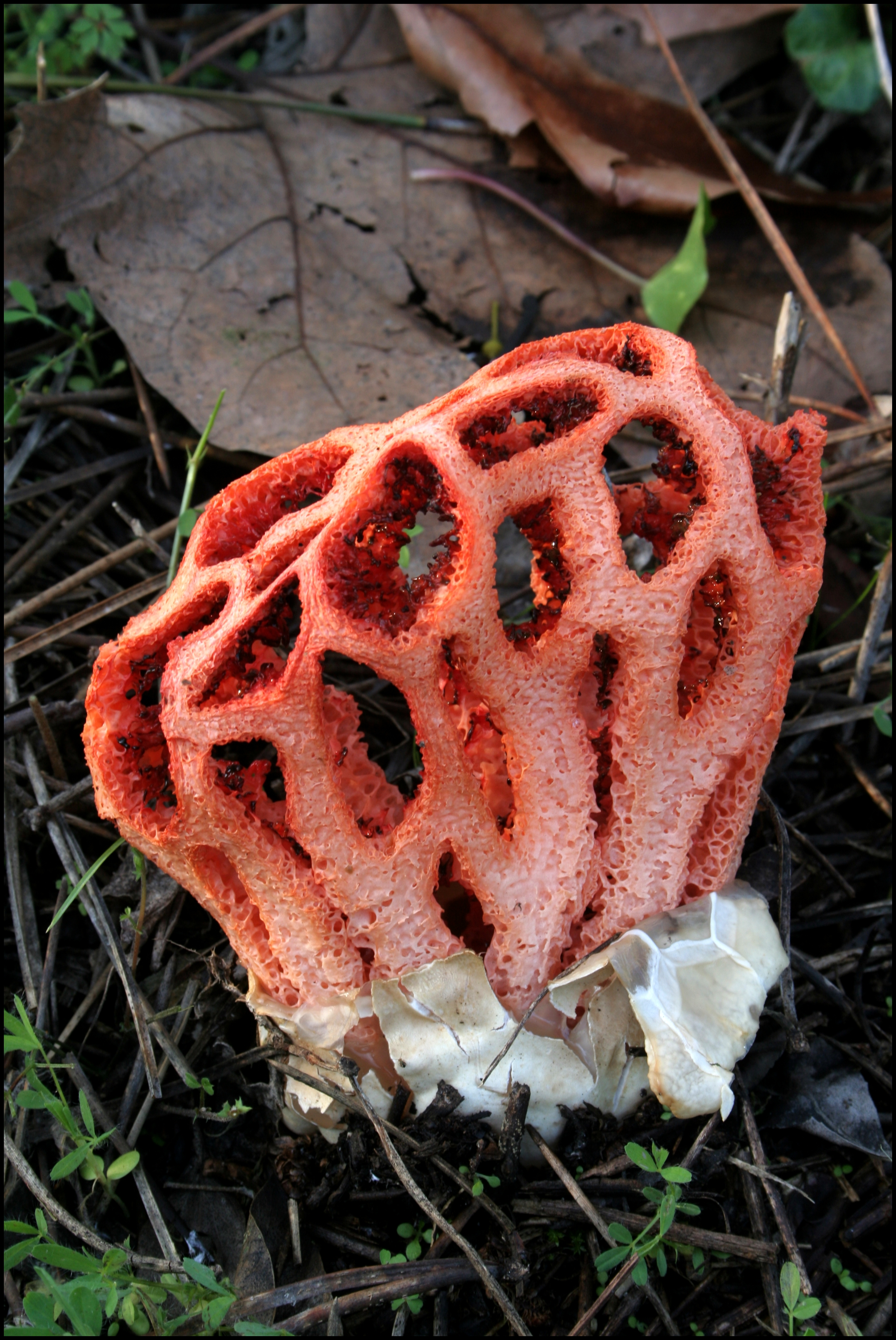
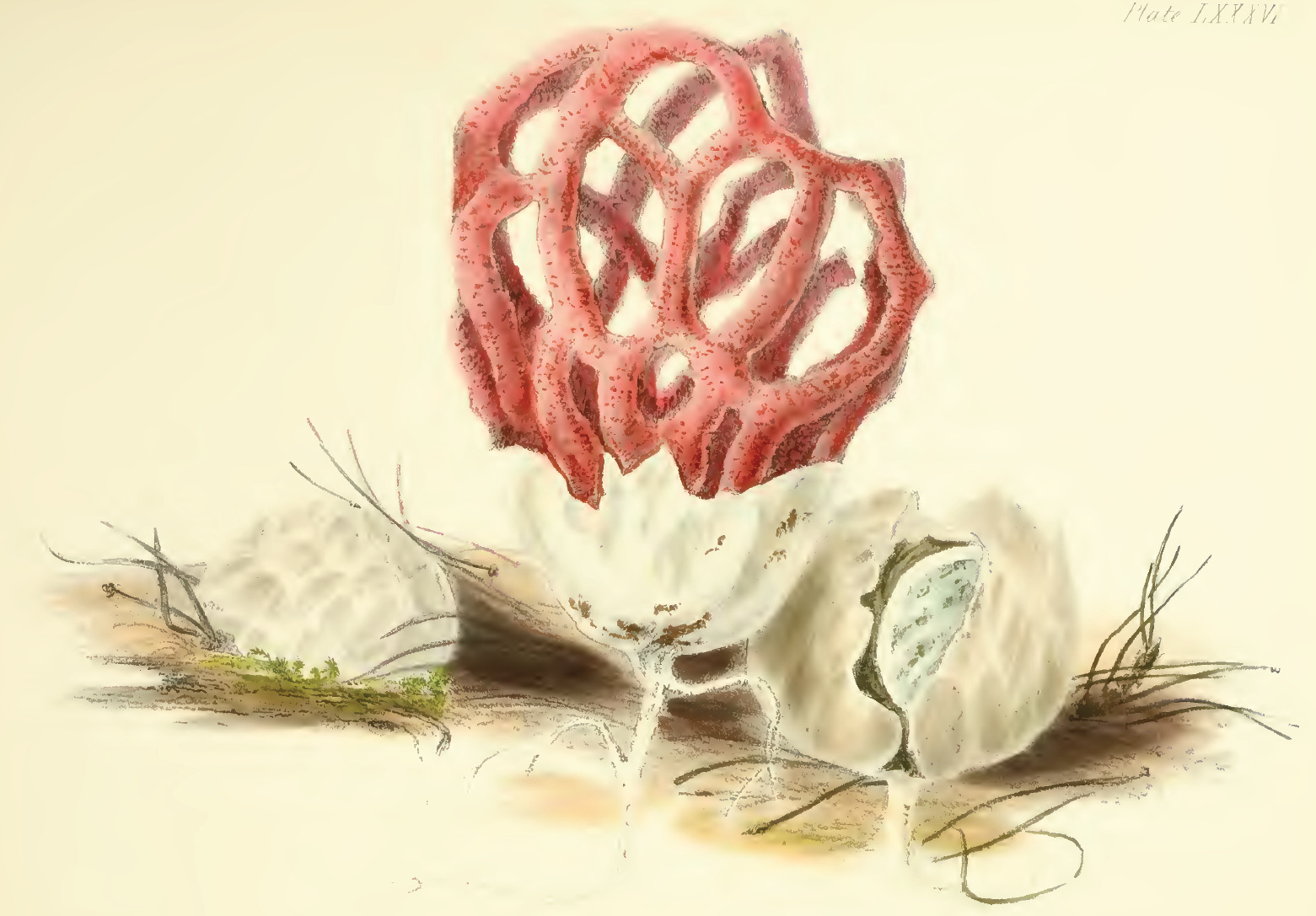

Nem ehető.  